# José Souto
Pour les articles homonymes, voir Souto.
José Souto est un footballeur français né le 20 février 1959 à Arzúa (province de La Corogne) en Espagne, et mort le 15 janvier 2019 à Nancy. Il évolue essentiellement au poste de milieu offensif.

## Carrière

### Enfance et carrière amateur
José Souto est encore très jeune lorsque ses parents s'installent à Thionville. C’est là que José Souto pousse ses premiers ballons, avant d'être repéré par le FC Metz, où il signe en 1977, sous contrat stagiaire pendant deux ans.

### Carrière professionnelle

#### Débuts au FC Metz
José Souto intègre l’équipe première lors de la saison 1977-1978, à tout juste 18 ans. Il évolue alors comme milieu relayeur, au profil assez offensif, très vif, très technique. Parfois, il joue même attaquant. En fait, le club effectue un mauvais début de championnat, ce qui incite l'entraîneur de l'époque à faire confiance à de nombreux jeunes comme José Souto. Relégable à la trêve, le club fait une bien meilleure seconde partie de championnat pour terminer honorablement dans le ventre mou. José Souto dispute 13 rencontres, sans toutefois faire preuve d'une efficacité redoutable. La saison suivante, il joue peu, victime de la concurrence avec Philippe Hinschberger et Bruno Zaremba. Il est alors prêté à Thionville, en Division 2.
À l’étage inférieur, il va se relancer. Titulaire indiscutable, il fait une bonne saison et marque même 8 buts. Le club termine en milieu de tableau.
De retour au FC Metz, il joue davantage, grâce à un replacé à un poste de milieu de terrain un peu plus défensif, la concurrence étant toujours aussi rude aux avant-postes.

#### Apogée à Laval
Conscient de sa difficulté à s’imposer, José Souto quitte Metz et rejoint le Stade lavallois en 1981. Il participe alors aux grandes heures du club mayennais, qui termine deux fois de suite cinquième du championnat (en 1982 et en 1983), avec une qualification en coupe d'Europe à la clé en 1983. Lors de la saison 1983, il participe donc à l'aventure européenne du club lavallois. Opposé au Dynamo Kiev au 1er tour, les Mayennais tiennent le 0-0 à l'extérieur au match aller. Le 29 septembre 1983, José Souto marque l'unique but du match retour, un but qui assure la qualification au club mayennais.
Lors de sa période lavalloise, l’apogée de sa carrière, José Souto est appelé à deux reprises en équipe de France Olympique pour des matches qualificatifs pour les Jeux olympiques de 1984. Il n'est toutefois pas retenu pour l’aventure qui verra l'équipe de France ramener la médaille d'or.

#### Fin de carrière
Après trois saisons à Laval, José Souto est recruté par le RC Strasbourg. Malgré un bon début de saison en 1984-1985, les Alsaciens vont vite déchanter, évitant de peu la relégation. Cette relégation surviendra la saison suivante. Malgré deux bonnes saisons à titre individuel, José Souto ne parvient pas à empêcher la chute du club en Division 2.
Il choisit Tours, club de Division 2, pour se relancer. Malgré une bonne saison 1986-1987, il ne parvient pas à aider le club à remonter.
Il rejoint alors de RC Lens en Division 1, pour la saison 1987-1988. Une saison très difficile pour les Sang et Or, qui se sauvent de la relégation à la dernière journée en terminant à la 17e place. José Souto joue alors au poste d'attaquant, mais ne marque que 5 buts.
José Souto rejoint alors Quimper en Division 2. Après deux saisons marquées par des blessures à répétition, au genou notamment, il finit par arrêter sa carrière professionnelle, à 31 ans seulement. Il joue ses dernières saisons au Thionville FC au niveau amateur.
En 2022, le magazine So Foot le classe dans le top 1000 des meilleurs joueurs du championnat de France, à la 803ème place.

### Reconversion
José Souto devient ensuite entraîneur au Thionville FC pendant 8 ans, entre 1992 et 2000. Pendant cette période, le club évolue alors de la division 3 au CFA 2, au gré des réorganisations des championnats amateurs.
Lassé du métier d’entraineur, José Souto travaille dans la rénovation de bâtiment à Metz. Parallèlement, il est consultant pour les matchs du championnat d'Allemagne sur Orange sport puis beIN Sport.
Il meurt le 15 janvier 2019 à Nancy, des suites d'une maladie.

## Clubs successifs

### Comme joueur
- 1977-1979 :  FC Metz
- 1979-1980 :  Thionville FC
- 1980-1981 :  FC Metz
- 1981-1984 :  Stade lavallois
- 1984-1986 :  RC Strasbourg
- 1986-1987 :  Tours FC
- 1987-1988 :  RC Lens
- 1988-1990 :  Quimper

### Comme entraîneur
- 1992-2000 :  Thionville FC

## Statistiques
- 245 matches disputés et 26 buts inscrits en Division 1
- 84 matches disputés et 13 buts inscrits en Division 2
- 4 matches disputés et 1 but inscrit en Coupe UEFA